# Проблемы историко-философской науки
«Проблемы историко-философской науки» — монография Т. И. Ойзермана, впервые опубликованная в 1969 году.

## Описание
Монография  составляет первую часть трилогии, в которую вошли также две последующие публикации Т. И. Ойзермана: «Главные философские направления» и «Диалектический материализм и история философии». Книга встретила многочисленные положительные отклики в советской философской литературе и, по мнению И.Т. Касавина, открыла новую страницу в марксистском осмыслении природы философского знания. Предметом монографии были недостаточно изученные вопросы истории философии: специфика философской формы познания, своеобразие проблематики философии, ее идеологическая функция, природа философского спора и т. п. Книга была переведена на иностранные языки, в т.ч. английский, немецкий и многие другие. 

## Выходные данные
- Ойзерман, Теодор Ильич. Проблемы историко-философской науки / Т. И. Ойзерман. - 2-е изд. — М. : Мысль, 1982. — 301 с.; 22 см.; ISBN В пер. (В пер.) : 1 р. 60 к.